# Carl Lueder
Carl Ludowig Lueder (* 26. Juli 1763 in Bielefeld; † nach 1813) war ein deutscher Kaufmann und Textilfabrikant. 
Lueder betrieb seit 1801 eine Damastfabrik im Amt Brackwede. Im Jahr 1803 hatte sein Unternehmen sieben Webstühle. Nicht zuletzt durch finanzielle Hilfen aus dem preußischen Meliorations- und Gnadenfonds konnte Lueder sein Unternehmen ausbauen. Er beschäftigte als protoindustrieller Unternehmer schließlich 50 bis 60 Spinner in Heimarbeit. 
In der Zeit des Königreichs Westphalen war Lueder zwischen 1808 und 1811 Mitglied des Wahlkollegium für das Departement der Weser. Außerdem war er von 1808 bis 1813 Mitglied der Reichsstände des Königreichs Westphalen. Er vertrat zunächst das Weser- später das Fuldadepartement. 
Nach dem Ende des Königreichs konzentrierte er sich wieder auf die Entwicklung seines Unternehmens und war wirtschaftlich erfolgreich. Sein Sohn hat das Unternehmen 1827 übernommen und 1836 entstand daraus die Fabrik Lueder&Kisker.